# Soufflé (nummer)
Soufflé is een Franstalig liedje en debuutsingle van de Belgische zanger Jimmy Frey uit 1963. Het nummer is een Franse cover van het liedje Breathless van Jerry Lee Lewis.
Het nummer groeide uit tot een goede referentie, want Frey kreeg dankzij deze opname een zes weken durende tournee aangeboden in het voorprogramma van de toen erg succesvolle Zweedse groep The Spotnicks.